# Пневматическое распыление

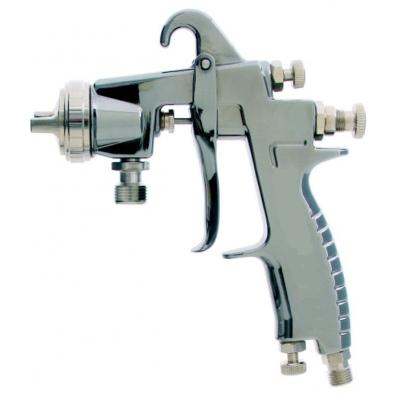
Окрасочный пистолет (краскопульт) для пневматического распыления.

Пневматическое распыление — метод распыления (способ нанесения лакокрасочных покрытий) с помощью распылителя при котором нанесение покрытия ЛКМ осуществляется в результате воздействия потока сжатого воздуха, поступающего из воздушной головки, на струю распыляемого материала, вытекающего из отверстия, соосно размещенного внутри головки материального сопла окрасочного пистолета. Для данного метода нанесения краски необходимы окрасочный пистолет и компрессор.

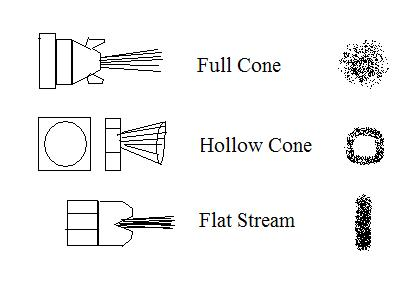
Типы сопел и образующийся факел распыления

При распылении сжатый воздух вытекает из кольцевого зазора головки с большой скоростью (до 450 м/с), в то время как скорость истечения струи ЛКМ ничтожно мала. При высокой относительной скорости возникает трение между струями воздуха и распыляемого материала, вследствие чего струя материала, как бы закрепленная с одной стороны, вытягивается в тонкие отдельные струи, распадающиеся в результате возникающих колебаний на множество полидисперсных капель (красочный аэрозоль ЛКМ). В процессе распыления образуется движущаяся масса полидисперсных капель диаметром 6—100 мкм (так называемый факел). Достигая окрашиваемой поверхности, факел настилается на неё и распространяется по ней во все стороны. Основная масса полидисперсных капель, имея достаточную скорость, осаждается на поверхности. Часть их (наиболее мелкая фаза), потеряв скорость, не достигает поверхности и уносится уходящим потоком воздуха, образуя красочный туман (потери ЛКМ на туманообразование).
Для пневматического распыления ЛКМ используется давление сжатого воздуха 0,2 — 0,6 МПа (2-6 атм) при вязкости ЛКМ 14 — 60 с по вискозиметру ВЗ-246-4.
Дисперсность аэрозоля ЛКМ зависит от давления сжатого воздуха, отношения расхода воздуха к расходу ЛКМ, физических свойств ЛКМ. Оптимальная дисперсность аэрозоля ЛКМ 30 — 60 мкм.
Метод пневматического распыления получил широкое распространение при окрашивании промышленных изделий практически во всех отраслях промышленности.

## История изобретения
Изобретение метода распыления краски приписывают Фрэнсису Дэвису Миле (фр. Francis Davis Millet). В 1892 году, работая в крайне сжатых сроках, для завершения строительства колумбийской экспозиции на Всемирной выставке, Даниель Бурхем (Daniel Burnham) назначил Милле ответственным за окрашивание вместо Уильям Претимана. Вскоре Претиман ушел в отставку из-за споров с Бурхемом. После ряда экспериментов, Милле остановился на смеси масла и свинцовых белил, которые могут наноситься с помощью специального сопла и шланга меньше по времени, в сравнении с традиционным окрашиванием ручной кистью.
В 1949 году Эдвард Сеймур изготовил первый аэрозольный баллончик с краской.

## Преимущества
- универсальность, то есть возможность его применения с разной производительностью практически в любых производственных условиях как при окраске вручную отдельных изделий и мелких работах, так и при нанесении ЛКМ на полностью автоматизированных поточных линиях;
- Точная настройка формы факела распыления регулировкой давления жидкости и воздуха;
- простота устройства и обслуживания окрасочного оборудования при высокой степени надежности его работы, сравнительно низкая его стоимость;
- возможность нанесения почти всех ЛКМ с различными наполнителями при минимальном объеме приготовленного материала;
- возможность окрашивания промышленных изделий различных габаритов и конфигураций любой группы сложности;
- получение покрытия любого класса по внешнему виду (ГОСТ 9.032-74), включая покрытие I класса.

## Недостатки
Недостатком метода является большое количество загрязненного красочным аэрозолем воздуха, который образуется при распылении ЛКМ и должен быть очищен и удален через водяные или сухие фильтры в окрасочных камерах. Повышенное туманообразование ведет к дополнительным потерям ЛКМ. Для пневматического распыления характерен также большой расход растворителей, используемых для доведения ЛКМ до рабочей консистенции.

## Тип подачи материала и расположение окрасочной ёмкости
В зависимости от способа подачи лакокрасочного материала (ЛКМ) к распылительной головке краскопульты (окрасочные пистолеты) делятся на четыре типа:
- с подачей ЛКМ из верхнего красконаливного стакана (краскопульты с верхним бачком), обладает лучшей пропускной способностью при повышенной вязкости материала.
- с подачей ЛКМ из нижнего красконаливного стакана (краскопульты с нижним бачком), рекомендован для окраски больших деталей, например боковины грузового фургона или целиком кузова автомобиля однородными эмалями одного цвета.
- с подачей ЛКМ под давлением из системы подачи ЛКМ (красконагнетательный бак, подающий насос, централизованная краскоподача) (краскопульты с принудительной подачей). Способ приемлем там, где в течение длительного времени проводится окраска большого объема деталей одним цветом.
- С боковым расположением красочной ёмкости — значительным плюсом можно назвать его универсальность применения так как вращающееся присоединение позволяет работать как с вертикальными поверхностями, так и потолочными, краска при этом не выльется в лицо.